# Julia Goldani Telles
Julia Goldani Telles, född 18 mars 1995 i Los Angeles i Kalifornien, är en amerikansk skådespelerska och balettdansös. Hon är känd för att spela rollen som Sasha Torres i den kortlivade ABC Family-serien Bunheads, Iris i säsong 3 av The Girlfriend Experience och Whitney Solloway i Showtimeserien The Affair.
Julia Goldani Telles föddes i Los Angeles som dotter till en brasiliansk mor och en mexikansk far. Hon flyttade vid cirka två års ålder till Rio de Janeiro, tillsammans med sina föräldrar. Familjen flyttade några år senare tillbaka till Los Angeles, för att sedan flytta hela vägen till New York när Julia var tretton år gammal.
Goldani Telles skulle från början ha spelat rollen som Tessa Young i den romantiska dramafilmen After. Hon valde dock i juli 2018, strax innan inspelningarna av filmen skulle äga rum, att lämna hela produktionen, vilket gjorde att Josephine Langford fick chansen att ta över denna roll ifrån henne. Hon talar tre språk flytande – portugisiska, spanska och engelska.

## Filmografi
- 2012–2013 – Bunheads (TV-serie)
- 2014 – Blue Bloods (TV-serie)
- 2014 – The Carrie Diaries (TV-serie)
- 2014 – Nurse Jackie (TV-serie)
- 2014–2019 – The Affair (TV-serie)
- 2016 – Ett år med Gilmore Girls (TV-serie)
- 2018 – Most Likely to Murder
- 2018 – Slender Man
- 2018 – The Wind
- 2020 – Helpsters (TV-serie)
- 2021 – The Space Between
- 2021 – The Girlfriend Experience (TV-serie)
- 2023 – Accused (TV-serie)
- 2023 – Law & Order: SVU (TV-serie)